# Campionato serbo di calcio a 5
Il campionato serbo di calcio a 5 è un insieme di tornei di calcio a 5, nazionali e regionali, organizzati dalla Federazione calcistica della Serbia. La prima divisione è chiamata "Prva Liga" (in serbo: Футсал Прва лига).

## Storia
La lega serba raccoglie l'eredità storica del campionato jugoslavo di calcio a 5, tra i più antichi dell'Europa essendo iniziato nella stagione 1998-99. Il campionato serbo si disputa dalla stagione 2006-07 con una prima divisione di 12 formazioni e successivi play-off per stabilire il campione nazionale. Fin dalla sua istituzione, il campionato è dominato dall'Ekonomac, che nel 2018 ha festeggiato i suoi primi 10 titoli nazionali.

## Albo d'oro
- 2006-2007:  Marbo Belgrado (1)
- 2007-2008:  Ekonomac (1)
- 2008-2009:  Kolubara (1)
- 2009-2010:  Ekonomac (2)
- 2010-2011:  Ekonomac (3)
- 2011-2012:  Ekonomac (4)
- 2012-2013:  Ekonomac (5)
- 2013-2014:  Ekonomac (6)
- 2014-2015:  Ekonomac (7)
- 2015-2016:  Ekonomac (8)

- 2016-2017:  Ekonomac (9)
- 2017-2018:  Ekonomac (10)
- 2018-2019:  Ekonomac (11)
- 2019-2020:  Stella Rossa (1)
- 2020-2021:  FON Banjica (1)
- 2021-2022:  Loznica (1)
- 2022-2023:  Loznica (2)
- 2023-2024:  FON Banjica (2)